# Мірза-Ґольбанд
Мірза-Ґольбанд (перс. ميرزاگلبند) — село в Ірані, у дегестані Блукат, у бахші Рахматабад-о-Блукат, шагрестані Рудбар остану Ґілян. За даними перепису 2006 року, його населення становило 405 осіб, що проживали у складі 100 сімей.

## Клімат
Середня річна температура становить 14,46 °C, середня максимальна – 28,40 °C, а середня мінімальна – -0,39 °C. Середня річна кількість опадів – 1068 мм.
| Клімат поселення                              | Клімат поселення | Клімат поселення | Клімат поселення | Клімат поселення | Клімат поселення | Клімат поселення | Клімат поселення | Клімат поселення | Клімат поселення | Клімат поселення | Клімат поселення | Клімат поселення | Клімат поселення |
| Показник                                      | Січ.             | Лют.             | Бер.             | Квіт.            | Трав.            | Черв.            | Лип.             | Серп.            | Вер.             | Жовт.            | Лист.            | Груд.            |                  |
| Середній максимум, °C                         | 10,06            | 10,40            | 12,59            | 18,08            | 22,03            | 26,36            | 28,40            | 28,27            | 24,04            | 21,28            | 17,11            | 12,27            |                  |
| Середня температура, °C                       | 4,84             | 5,18             | 7,36             | 12,85            | 16,82            | 21,15            | 24,06            | 23,94            | 19,71            | 16,97            | 12,76            | 7,92             |                  |
| Середній мінімум, °C                          | −0,39            | −0,04            | 2,13             | 7,63             | 11,60            | 15,92            | 19,71            | 19,57            | 15,35            | 12,58            | 8,41             | 3,58             |                  |
| Норма опадів, мм                              | 110              | 91               | 86               | 51               | 45               | 29               | 28               | 53               | 110              | 168              | 152              | 145              |                  |
| Середньомісячна швидкість вітру, м/с          | 2.30             | 2.52             | 2.40             | 2.38             | 2.30             | 2.49             | 2.56             | 2.25             | 2.09             | 2.00             | 2.00             | 2.20             |                  |
| Середньомісячна сонячна радіація, кДж/м²·день | 7080             | 9204             | 11149            | 15698            | 19870            | 21928            | 22543            | 19129            | 15782            | 11051            | 8803             | 6779             |                  |
| --------------------------------------------- | ---------------- | ---------------- | ---------------- | ---------------- | ---------------- | ---------------- | ---------------- | ---------------- | ---------------- | ---------------- | ---------------- | ---------------- | ---------------- |
| Джерело:                                      |                  |                  |                  |                  |                  |                  |                  |                  |                  |                  |                  |                  |                  |